# Boßweiler

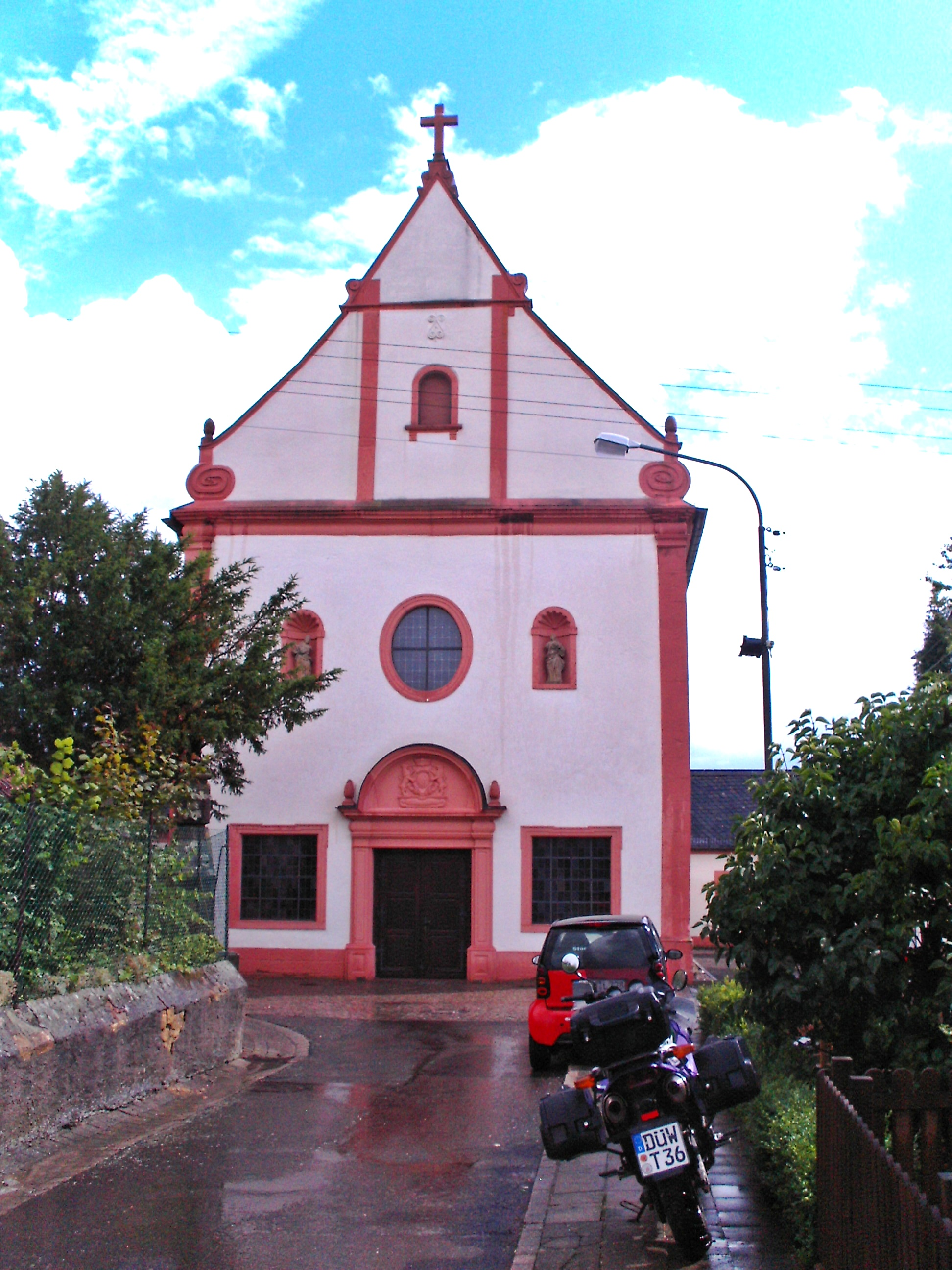
Das Ortszentrum, die barocke Pfarrkirche St. Oswald

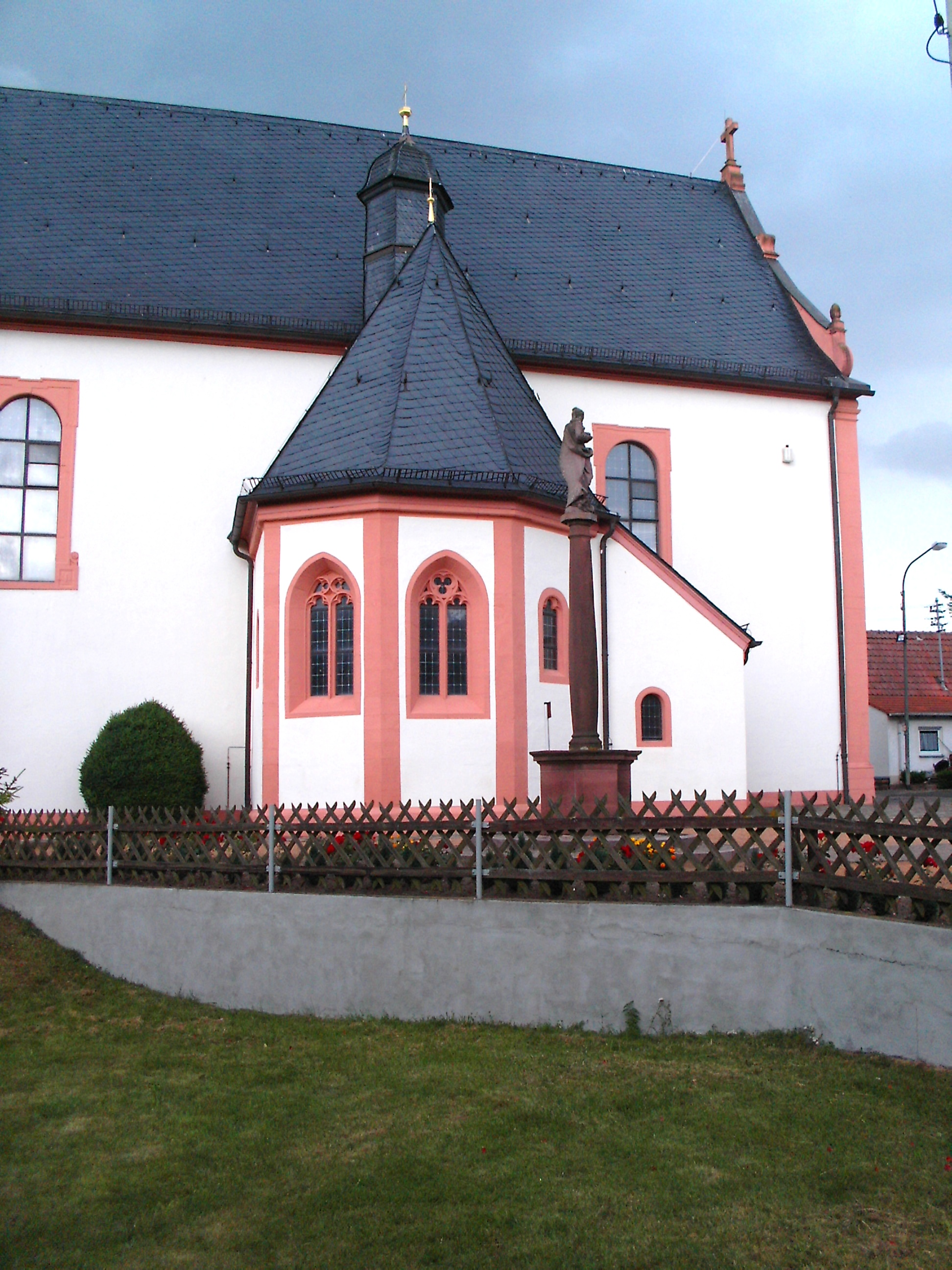
Seitenansicht der Pfarrkirche St. Oswald, mit dem mittelalterlichen Chor der alten Wallfahrtskirche (heute Seitenkapelle)

Boßweiler, pfälzisch „Buschber“, ist ein Ortsteil der im rheinland-pfälzischen Landkreis Bad Dürkheim gelegenen Ortsgemeinde Quirnheim, die der Verbandsgemeinde Leiningerland angehört; situiert auf dem Südhang des Gerstenberges, etwa einen Kilometer südwestlich der Kerngemeinde, am Übergang zwischen Nordpfälzer Bergland und der Region Weinstraße.

## Ortsbeschreibung
Boßweiler liegt östlich neben der Verbindungsstraße zwischen Ebertsheim (im Eistal) und Quirnheim (auf der Berghöhe), etwa auf halber Wegstrecke zwischen beiden Gemeinden. Am Ostrand fließt der Quirnheimer Bach vorbei, der einen linken Zufluss des Flüsschens Eis bildet.
Der Ort umfasst neben der kulturell bedeutenden Pfarr- und Wallfahrtskirche St. Oswald sowie einer Hofanlage aus dem 18. Jahrhundert nur wenige Wohnhäuser.
Neu erbaut wurde in jüngster Zeit ein großes soziotherapeutisches Krankenwohnheim, welches den Namen „Boßweilerhof“ trägt.

## Geschichte

### Römerzeit
Boßweiler war schon zur römischen Zeit besiedelt. Luftbildaufnahmen und Grabungen belegen dort ein römisches Landgut, eine sogenannte Villa Rustica, aus der Zeit um Christi Geburt, die noch unausgegraben ist und vermutlich zu den größten in ganz Deutschland zählt. Stichprobenartige Schnitte ergaben eine wahrscheinliche Nutzung bis 350 n. Chr. und weitere Gebäude im Umkreis. Um den Grundriss der Villa deutlich zu machen, wurden im Jahr 2019 entlang der Grundmauern Säulenwacholder gepflanzt.

### Mittelalter
Die in die Römerzeit zurückreichende, dörfliche Siedlung Boßweiler ist bereits 767 im Codex des Klosters Fulda als „Buchsolare“ und 790–855 im Lorscher Codex als „Buxlare“ erwähnt.
„Bußweiler“ wird 1453 als Lehen des Grafen Hesso von Leiningen genannt und gehörte nach dessen Tod ab 1467 zum Amt Grünstadt  der Grafschaft Leiningen-Westerburg. Im Dreißigjährigen Krieg ging der Ort unter, erhalten blieben die uralte Wallfahrtskapelle zum Hl.Oswald und einige wenige Häuser.

### Neuzeit
Ab 1672 bildete Boßweiler zusammen mit dem größeren Quirnheim die Herrschaft Bosweiler und Quirnheim. Der aus Kurmainz stammende Quirin Merz war seit 1651 bischöflicher Geheimrat in Speyer und avancierte am 28. November 1661 zum Kanzler von Fürstbischof Lothar Friedrich von Metternich (1652–1675). Quirim Merz erhielt beide Ortschaften als Belohnung für seine Mitwirkung an der Konversion des Grafen Ludwig Eberhard von Leiningen-Westerburg (1624–1688) zum katholischen Glauben. 1674 übertrug ein Lehensvertrag das Ländchen förmlich auf ihn; er war nunmehr „Herr in Quirnheim und Boßweiler“, was eine Grundvoraussetzung darstellte, um das Prädikat von Quirnheim zu erhalten. Die Erhebung in den Alten Reichsritterstand erfolgte am 1. Juni 1675 durch den Kaiser in Wien, unter dem erblichen Titel Merz von Quirnheim.
In der Franzosenzeit flüchtete ein Großteil der Familie Merz ins rechtsrheinische Franken. Boßweiler und Quirnheim kamen 1797 im Frieden von Campo Formio – endgültig bestätigt durch den Vertrag von Lunéville (1801) – zum französischen Département du Mont-Tonnerre mit Regierungssitz in Mainz. Dieser Zustand dauerte bis 1814. Nach dem Sturz Napoleons fiel Boßweiler 1816 an das Königreich Bayern. Es blieb genau 130 Jahre bayerisch, bis zur Bildung des Landes Rheinland-Pfalz im Jahr 1946.
Infolge der Auflösung des Landkreises Frankenthal (Pfalz) fiel Boßweiler 1969 nach über 150-jähriger Kreiszugehörigkeit an den neuen Landkreis Bad Dürkheim.

## Sakralbauten

### Haus Nazareth
Zwischen 1923 und 1956 befand sich im „Haus Nazareth“ zu Boßweiler das Mutterhaus des katholischen Schwesternordens der Hildegardis-Schwestern vom Katholischen Apostolat. Hier lebten, wirkten und starben der Ordensgründer Pater Adolf Panzer SAC (1884–1925) und sein Nachfolger Spiritual Hermann Knoll (1897–1935). Sie wurden auf dem nahen Friedhof Quirnheim beigesetzt. Anlässlich der Verlegung des Mutterhauses nach Gimmeldingen, ins Kloster Hildenbrandseck, bettete man am 29. Oktober 1959 beide Priester, als Gründerväter der Kommunität, dorthin um. 1930 besuchte die berühmte Stigmatisierte Therese Neumann von Konnersreuth die Schwestern in Boßweiler.